# عبدالحمید زرک زهی
عبدالحمید زرک زهی اهل شهرستان خاش از قهرمانان ووشو در تیم ملی ایران بود که دارای چند مدال آسیایی در این رشته بود. وی در اثر سانحه رانندگی در مسیر خاش به زاهدان در مرداد ۹۵ کشته شد.